# Kostel svatého Matouše (Přečaply)
Kostel svatého Matouše je římskokatolický kostel zasvěcený svatému Matouši v Přečaplech v okrese Chomutov. Od roku 1958 je chráněn jako kulturní památka České republiky. Kostel stojí v dominantní poloze na vrcholu nízkého návrší (300 m n. m.) nad Údlickou kotlinou. Podle terénních náznaků a archeologických nálezů se kostelní areál nachází na akropoli nepotvrzeného raně středověkého hradiště z 10.–12. století. Je obklopen zrušeným hřbitovem a z vesnice k němu vede kamenné schodiště z 18. století.

## Historie
Farní kostel v Přečaplech je zmiňován již roku 1356, kdy vesnici vlastnil teplický klášter benediktinek, v jehož majetku zůstal až do roku 1420. Klášter svým darem z roku 1378 umožnil, aby v Přečaplech mohl být kromě faráře také kaplan. Přestože okolní obyvatelstvo bylo v šestnáctém století převážně protestantské, stali se během rekatolizace panství od roku 1592 patrony kostela chomutovští jezuité. Jeden z jimi dosazených farářů byl při lovu holubů ubit vesničany, když jeho střela zapálila doškovou střechu a při požáru vyhořelo několik domů.
Výrazná přestavba proběhla v barokním slohu v letech 1720–1728. Mapa stabilního katastru z roku 1842 ho zachytila jako zasvěcený Panně Marii. V polovině devatenáctého století kostel vyhořel a byl obnoven v roce 1859. Ve druhé polovině dvacátého století zchátral a hrozilo zřícení některých částí. V roce 1973 bylo rozhodnuto o zboření nejhůře postižených částí. Zbořen byl presbytář se sakristií a kaplí Božího hrobu, ale zbytek kostela byl jako krajinná dominanta alespoň staticky zajištěn. V roce 2013 církev získala dotaci na zahájení opravy kostela.

## Stavební podoba
Kostel je obdélná jednolodní stavba s hranolovou věží v ose západního průčelí. Fasáda lodi je členěna lizénovými rámy a věž toskánskými pilastry. Zbouraný presbytář býval obdélný a k jeho severní straně přiléhala sakristie s oratoří v patře. Věž je dvoupatrová a má cibulovou střechu s osmibokou lucernou.